# Jingle Bell (kari)
Jingle Bell (kari) (ジングルベル(仮)? "Jingle Bell (titolo provvisorio)") è il terzo singolo del cantante visual kei giapponese MIYAVI. È stato pubblicato il 18 dicembre 2002 dall'etichetta indie PS COMPANY.

## Tracce
Tutti i brani sono testo e musica di MIYAVI.

Dopo il titolo è indicata fra parentesi "()" la grafia originale del titolo.
1. Jingle Bell (kari) (ジングルベル(仮)?) - 4:06
2. Happy end no uta (はっぴぃえんどの唄?) - 1:45
3. Ashita, tenki ni naare. (あしタ、天気ニなぁレ。?) - 3:45

## Formazione
- MIYAVI - voce